# Principato di Scaletta
Il Principato di Scaletta fu uno stato feudale esistito in Sicilia tra il XVII secolo e gli inizi del XIX secolo, che corrispondeva al territorio dell'odierno comune di Scaletta Zanclea, in provincia di Messina.

## Storia
La terra e il castello di Scaletta, vicino a Messina, vennero infeudate nel 1325 da Pellegrino di Patti, cancelliere del re Pietro II di Sicilia, che ne divenne il primo barone. I discendenti del Patti ne tennero il possesso fino al 1397, quando l'ultimo di essi, Nicolò, li donò al nipote Salimbene Marchese, figlio di una sua sorella.
La baronia di Scaletta fu elevata a principato con Francesco Marchese Settimo, che per privilegio concesso dal re Filippo II di Sicilia il 22 luglio 1614, esecutoriato il 14 febbraio 1615, fu investito del titolo di I principe della Scaletta. A questi, morto senza eredi, succedette il fratello Blasco, che sposato con Laura Valdina del Bosco dei principi di Valdina, ebbe una sola figlia, Felicia, a sua volta sposata a Giovanni Ventimiglia Spadafora, marchese di Geraci, con la quale lo Stato passò in dote ai Ventimiglia.
Francesco Rodrigo Ventimiglia Valdina, IV principe della Scaletta, nel 1672 vendette il titolo e lo Stato ad Antonio Ruffo Spadafora (1610-1678) dei duchi della Bagnara, di cui ebbe investitura il 30 luglio 1673. La famiglia Ruffo tenne il possesso del Principato di Scaletta fino al 1812, anno in cui venne deliberata l'abolizione del feudalesimo nel Regno di Sicilia che portò alla sua soppressione. Ottenne un seggio ereditario alla Camera dei pari del Regno di Sicilia nel 1812-16, ma non in quella del 1848-49, in quanto legata ai Borbone.
Il titolo di Principe della Scaletta venne legalmente riconosciuto dal Regno d'Italia, con decreti ministeriali del 15 giugno 1898 e 22 maggio 1900, ad Antonio Ruffo von Wbrna und Freudenthal (1845-1928), XIV principe della Scaletta.

## Cronotassi dei Principi della Scaletta

### Epoca feudale
- Francesco Marchese Settimo (1614-1626)
- Blasco Marchese Settimo (1627-?)
- Felicia Marchese Valdina (?-1672)
- Giovanni IV Ventimiglia Spadafora (1670-1672)
- Antonio Ruffo Spadafora (1673-1678)
- Placido Ruffo Gotho (1678-1710)
- Antonio Ruffo La Rocca (1710-1739)
- Calogero Ruffo Colonna (1740-1745)
- Giovanni Ruffo Gotho (1746-?)
- Antonio Ruffo Migliorino (?-1778)
- Giovanni Ruffo Villadicani (1779-1808)
- Antonio Ruffo Caracciolo (1808-1812)

### Epoca post-feudale
- Antonio Ruffo Caracciolo (1812-1845)
- Vincenzo Ruffo Jacona (1846-1889)
- Antonio Ruffo von Wbrna und Freudenthal (1890-1928)
- Rufo Vincenzo Ruffo Borghese (1929-1946)